# Scatopyrodes
Scatopyrodes is een kevergeslacht uit de familie van de boktorren (Cerambycidae). De wetenschappelijke naam van het geslacht werd voor het eerst geldig gepubliceerd in 1992 door Galileo & Martins.

## Soorten
Scatopyrodes omvat de volgende soorten:
- Scatopyrodes angustus (Taschenberg, 1870)
- Scatopyrodes beltii (Bates, 1869)
- Scatopyrodes iris (Bates, 1884)
- Scatopyrodes lampros (Bates, 1884)
- Scatopyrodes longiceps (White, 1853)
- Scatopyrodes moreletii (Lucas, 1851)
- Scatopyrodes samiatus Galileo & Martins, 1992
- Scatopyrodes tenuicornis (White, 1850)
- Scatopyrodes trichostethus (Bates, 1879)
- Scatopyrodes vietus Galileo & Martins, 1992